# 国鉄DD53形ディーゼル機関車
DD53形ディーゼル機関車（DD53がたディーゼルきかんしゃ）は、幹線列車牽引と除雪で兼用することを目的として、日本国有鉄道（国鉄）が製造したディーゼル機関車である。

## 製作の経緯
ロータリー式除雪用ディーゼル機関車はDD13形を基本としたDD14形が製造されていたが、新潟地区で実用試験中に起こった三八豪雪の際には対処不能になるなど、本州の日本海側の湿った重い雪に対して使用するためには力不足だった。そのため、DD51形を基本に、1,100psのDML61Z-Rディーゼル機関を2基搭載、さらに必要に応じて補機（DD20形）を連結することでこれまでの大規模除雪列車であるキマロキ列車の能力をディーゼル化した、強力かつ高速に除雪を行うことができる除雪用ディーゼル機関車として設計されたのがDD53形である。
走行装置などの機構は、ロータリーヘッドへの動力供給機能を求められたために専用品（DW2A-R）が新規設計された液体式変速機などを除けばDD51形とはほぼ同一であり、夏季はDD51形と共通運用で営業列車の牽引が可能である。
冬季は除雪を行うことを前提とされているため、客車暖房の供給源である蒸気発生装置 (SG) は搭載していない。

## 概要
除雪時は、第1エンド先頭部に全長約10mの2軸台車を持つロータリーヘッド（ローターにより前方の雪をかき寄せ、その後方にある回転翼で遠方に投棄することにより除雪を行う装置）を接合して使用する。また、最前端には最大幅6mまで開くかき寄せ翼があり、幅の調整は6m・5m・3.5mが選択可能である。ローター等の駆動は機関車本体から伸ばされた動力シャフトによって行われるため、車体形状はDD51形の凸型に対して、箱型となっている。また、このロータリーヘッド上の運転席から遠隔操作で機関車本体の制御を行うことができる。
2基のエンジンはそれぞれ独立した変速機に接続され、動力は1つに統合された後、2台車を駆動する。変速機には2基のエンジンのうち片方を除雪用に、もう一方を走行用に使用したり、両方ともローターの駆動に使用したりすることが可能な動力切り替え装置を持っている。両機関を除雪に使用する場合は他機関車の推進用に使用する。この目的で製造されたのがDD20形の2号機である。後に、各車ともDE10形による推進に変更され、DD13形、DD16形、あるいは電化区間では電気機関車なども推進に充当された。また、本形式はロータリーヘッドを外した状態での運転に際しても動力切り替え装置を介することで2基のエンジンを交互に進段させる制御方式を導入しており、原型となったDD51形の14ノッチに対して27ノッチという細かい制御段を備え、編成重量の重い列車を牽引するのにも有利なものとなっていた。

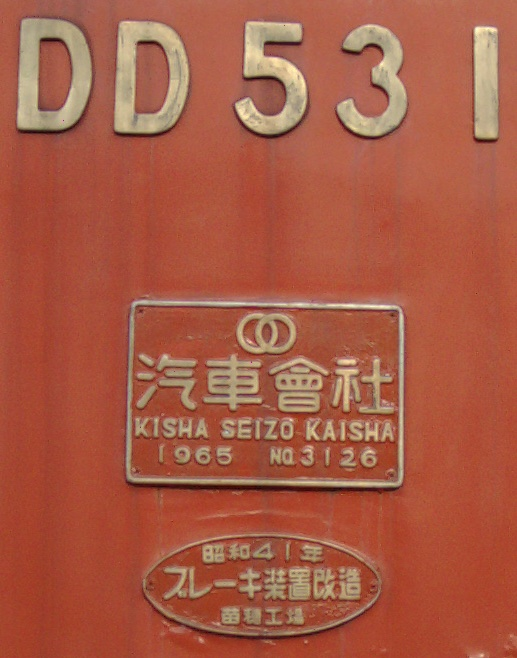
製造所銘板 2005年12月11日 碓氷峠鉄道文化むらにて
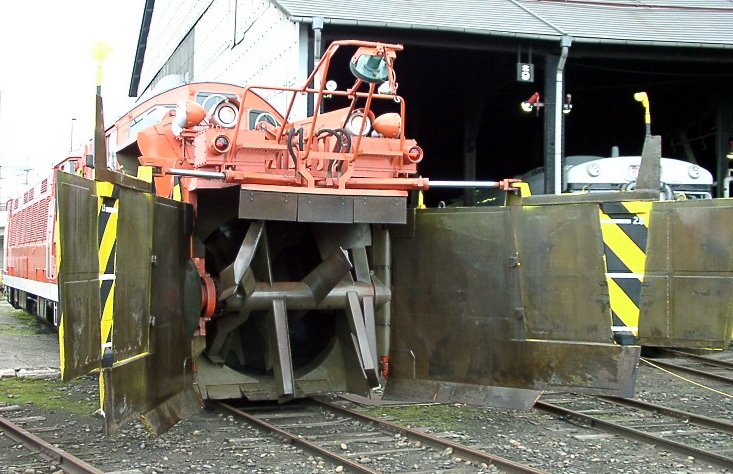
DD53 2 ロータリーヘッド開口部
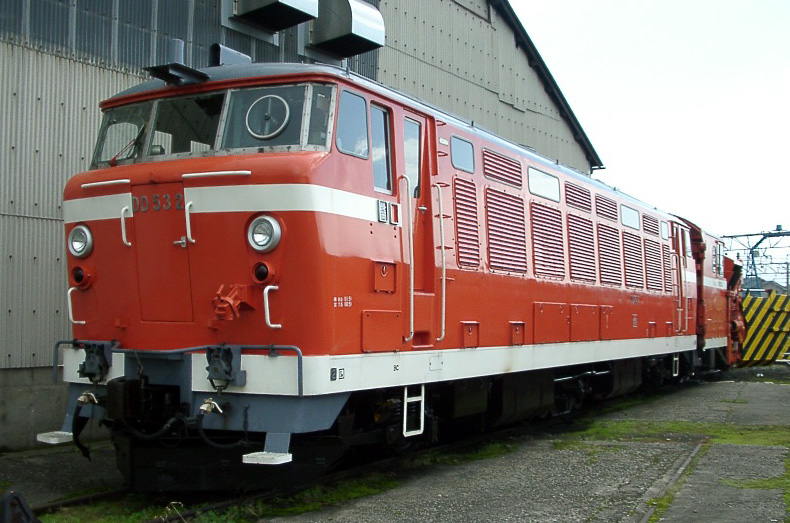
DD53 2 第2エンド側
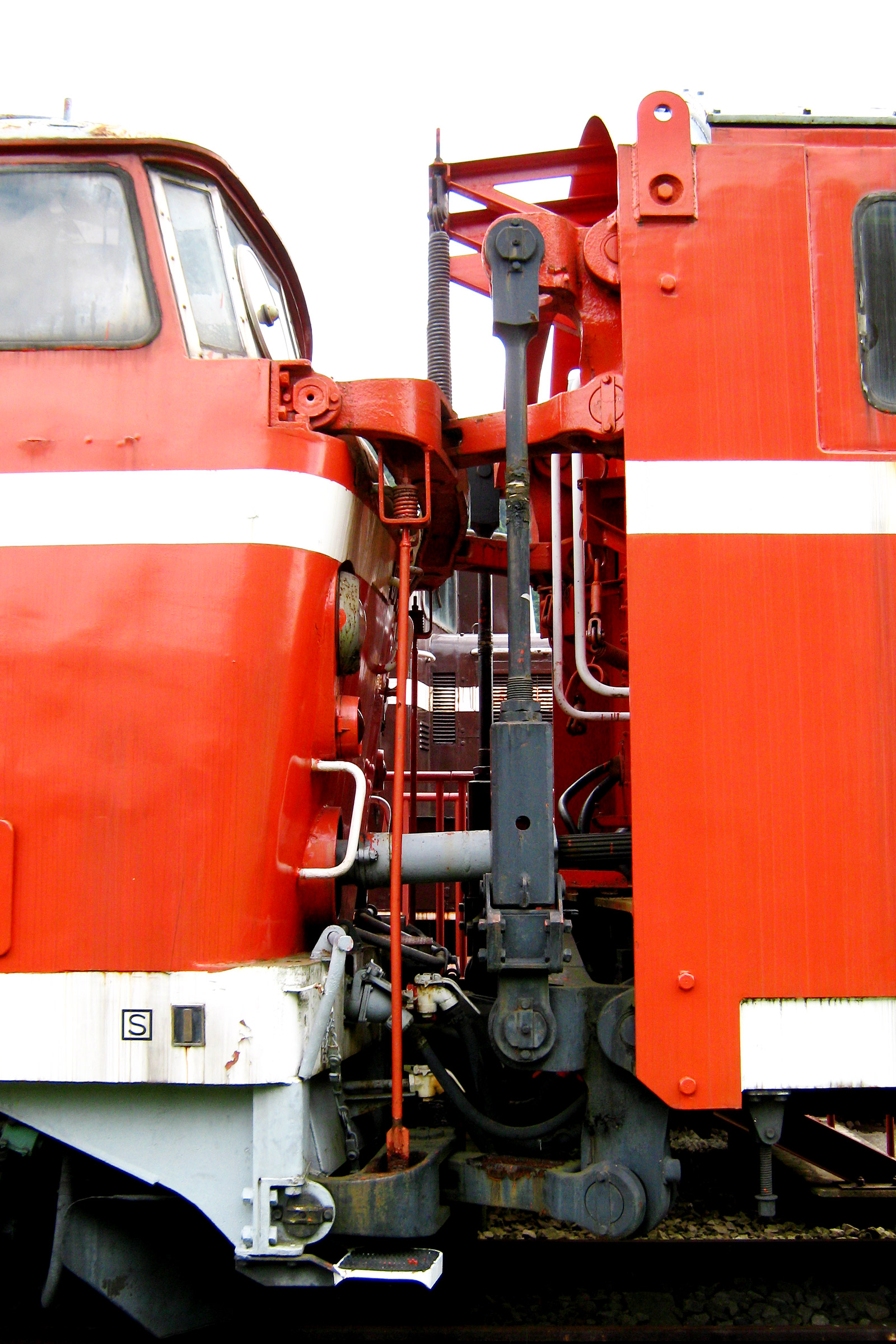
DD53 1 ラッセルヘッド連結部分

## 歴史
1965年に2両、1967年に1両の計3両が汽車製造で製造され、計画通り新潟地区へ投入された。当機は本来優等列車が雁行する上越及び信越線で出来る限り列車に支障しないよう高速で除雪を行うために開発されたものであり、機関2基を除雪に使用し補機を推進に用いた場合の除雪能力は毎時1万t以上（最大1万4千t）、最高速度25km/hという強力なものであったが、当初の目的であったハイパワーが逆に仇となって本州の投入線区で数々の問題が起こった。また、そのような性能の要求がある線区が他になかった事から本格量産には至らず、除雪機関車の製造はロータリー式のDD14形のみが1979年まで細々と続けられた。また、本形式が製造当初に想定していた夏季にロータリーヘッドを外して一般の営業列車を牽引することも羽越本線や磐越西線で東新潟機関区所属のDD51形運用を一部代替する形で行われたが次第に少なくなり、1970年代後半以降は整備や検査以外でロータリーヘッドを外すことも少なくなった。
「投雪が民家の敷地に飛び込む」「電線を切断する」といったトラブルは古くは蒸気機関車推進のロータリー除雪車時代からあった問題ではある（そのために、除雪列車に大工や電気技師を同乗させることもあったという）。しかし当時の交通機関においては、自動車そのものの普及率はもとより道路整備も遅れていた上に十分な能力をもった動力源が蒸気機関しかなく、実用的な道路除雪も不可能であったことで鉄道がなければ冬期は地域が孤立する状態であった。このために鉄道の除雪に伴う多少の建築物の被害はやむを得ないことと許容されていた。しかし、時代が変わりモータリゼーション及び道路整備の進展、実用に足る出力と大きさの内燃機関の発展で鉄道の優位性が失われ、問題が顕在化する。それまでのキマロキ列車やDD14形と異なる20km/hというロータリー除雪車としてはかつてない高速で除雪を行ったDD53形の投雪の威力が凄まじく、窓ガラスや屋根瓦を破損するばかりか、民家の室内にあったピアノを破壊したという、事実かどうかも疑わしい伝説を残している。
DD53形のロータリーヘッドの運転席は前方確認および雪のかき寄せ状況の確認を容易にするために、投雪口の前方、かき寄せ羽根車上に配置されているが、後年沿線の宅地化等により投雪の被害が頻発したため、2号機は1976年、3号機は1977年に投雪方向の確認を容易にするために運転席を投雪口の後方である機械室前部に移設する改造が行われた。またロータリーヘッド改造に合わせてDD53形には除雪作業時の運転操作を改善するため積雪や路線の状態に合わせた投雪や定速度運転を可能とする自動制御装置を搭載し、除雪補助機関車は合理化の観点から少数試作機であるDD20形からDE10形に置き換えることにもなり、DD53・DD20形の元となるDD51形とDE10形では変速機の速度進段が異なることから、DD53形と補機運用に就くDE10形には変速機読み替え機能や表示灯増設等の改造が行われた。
1号機は旭川機関区へ転属したが、雪質と沿線環境の大きく異なる旭川では除雪車としての稼働率は低く、冬季においてもロータリーヘッドを外したまま主に宗谷本線の塩狩峠で後補機として使われていた。その後1976年に新庄機関区へ転属となり、新潟地区と同じく豪雪地帯を抱える奥羽本線で運用するため横手機関区や秋田機関区での乗務員訓練も行われ主に米沢駅 - 横手駅間で試験的に除雪を行ったが、同線も沿線の宅地化が進んでいたことから建築物の破損や電線の切断といった問題を起こし、運用区間を楯岡駅 - 院内駅間に限定したがあまり稼動することもなく、ロータリーヘッドも未改造のまま2号機や3号機の修理に一部部品を流用される状態であったことから1986年に廃車となったが処分の指示は保留され、1987年に同機は高崎運転所に移され同地で保管された後碓氷峠鉄道文化むらに静態保存されている。
新潟地区で運用され続けた2号機と3号機は、1982年の上越新幹線開業後は上越線・信越本線（水上駅 - 長岡駅間、柏崎駅 - 長岡駅間）以外に信越本線の黒姫駅 - 直江津駅間でも運用されるようになり、1987年に東日本旅客鉄道（JR東日本）へと承継された。JR化後は長岡運転所（現・長岡車両センター）に所属し、2号機は主に信越本線、3号機は上越線（水上駅 - 宮内駅間）の除雪に使用された。しかし、上越新幹線開業後は上越線の重要度が低下、また沿線の降雪量の減少もあって1980年代までは補機を従えた最大出力での除雪運用が特に行われていた水上駅 - 石打駅間でも次第にDD14形だけで除雪運用をこなすようになったため、2001年に3号機が廃車となり、残る2号機は引き続き信越本線の除雪に用いられた。
民営化後の2号機は特異な運用が行われている。1987年4月には「新潟新幹線車両基地一般公開」に合わせて「おもしろ列車」として長岡駅 - 新潟駅間を走行した。この時はDD53形+EF64形1000番台+14系客車＋DE15形の編成でプッシュプル方式で運転し、ロータリーヘッドは装着した状態のままであった。これは1970年代半ばを最後に夏季使用が消滅して以来久々の営業列車の牽引であった。また、同年春には信越本線でDD14形+DD53形のプッシュプル方式による列車も運転された。以降、約20年程旅客運用が行われなかったが、2006年11月3日から5日まで車両検査を行うC57形180号機に代わり2号機が磐越西線新津駅 - 会津若松駅間で「DD53ばんえつ物語号」牽引に充当された。この列車の運転は、平成・21世紀に入って初めてのDD53形の旅客運用として大きな話題となった。翌2007年4月14日・15日にはリニューアルした「ばんえつ物語」用客車のお披露目運転を団体臨時列車として再び2号機が牽引し、今度は羽越本線を走行した。14日が「出羽」として、翌15日に「鳥海」として列車名が設定されたため、運転の際に同機にはかつての寝台特急「出羽」「鳥海」のヘッドマークを掲出した。
2号機は上記の2007年春の団体臨時列車牽引を最後に運用を離脱し、その後は保留車として長らく長岡車両センター内で留置されていたが、2010年3月10日に秋田総合車両センターへ自力回送され、同日付けで廃車となった。同機の廃車により、DD53形は廃形式となった。

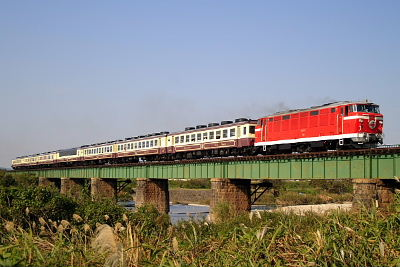
DD53 2「DD53ばんえつ物語号」 2006年11月4日 磐越西線五泉駅 - 猿和田駅間
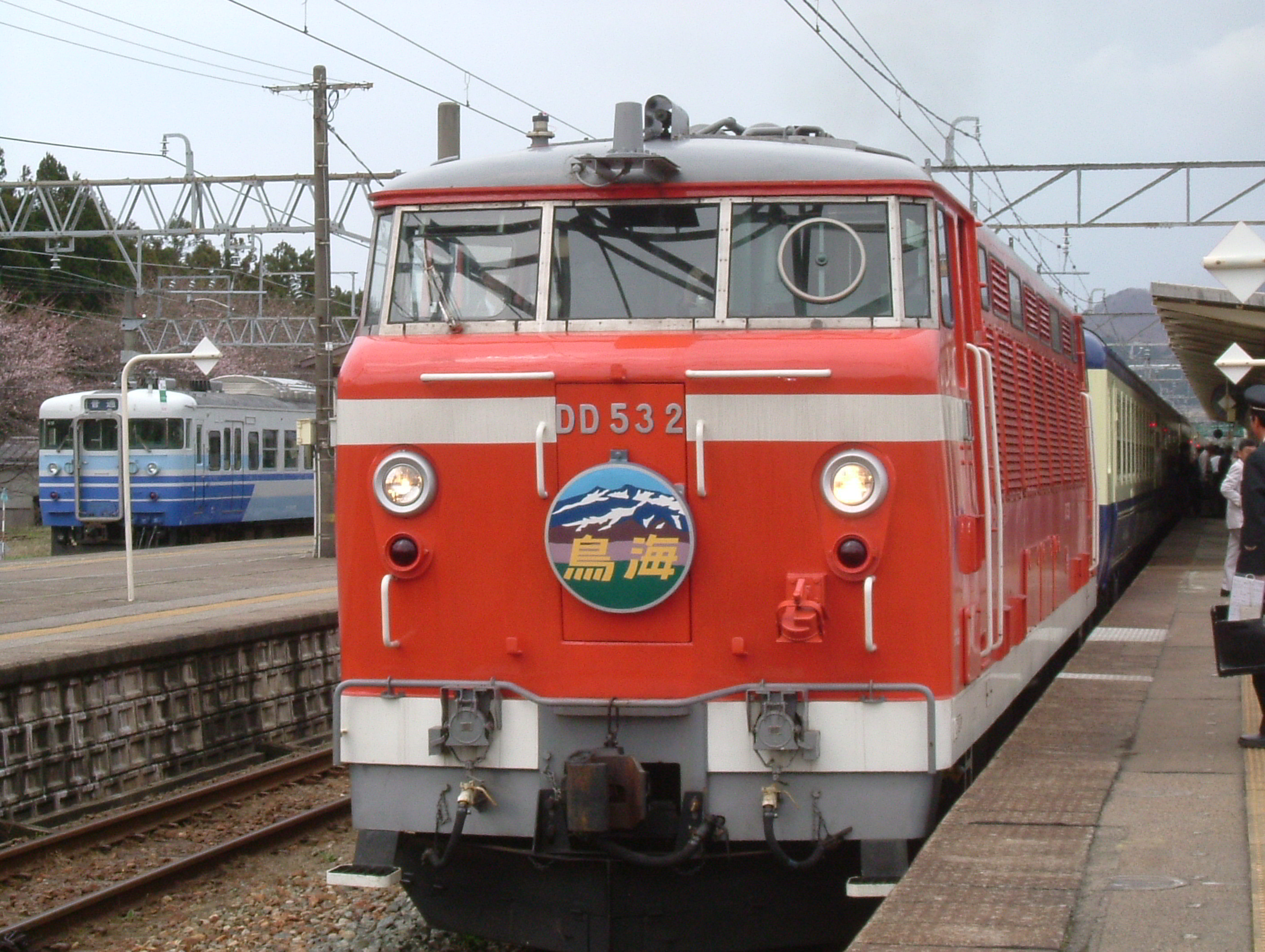
リニューアルした「ばんえつ物語」客車のお披露目運転。「鳥海」のヘッドマークを掲出する2号機。村上駅

## 保存機
- DD53 1 - 碓氷峠鉄道文化むら
ロータリーヘッドを付けた状態で静態保存。

## DD53・DD14形が登場する作品
- 峰村勝子「すすめ! じょせつきかんしゃ」 - 福音館書店『こどものとも』第383号（2006年時点では絶版、2010年2月1日付で第3刷発行）
- 島田直明　『赤鬼』鉄道ファン・フォトサロン「鉄道ファン407号」1995年3月号（交友社） / 『赤鬼』Best Shot「週刊朝日」1997年2月21日号（朝日新聞社）
- 豊田巧 『RAIL WARS! -日本國有鉄道公安隊-』 2巻にて國鉄公安機動隊特別強襲班(通称:NRSAT)の特別車両として登場。12巻ではラッセルヘッド装備の一般型が登場。13巻ではアテラ国(架空国家)の装甲車両(国鉄キ100形貨車)の動力機関車として登場。